# Die Musicbox
Die Musicbox war in den Anfangsjahrzehnten des österreichischen Radiosenders Ö3 für viele junge Menschen das prägende Radiomagazin. Sie hat das Ö3-Publikum lange Zeit in zwei Hörergruppen geschieden: jene, die Ö3 nahezu ausschließlich zwischen 15:05 und 16:00 hörten und jene, die den Sender zu dieser Sendezeit abdrehten. In diesem Sinn beschreibt der mit der Musicbox verbundene Begriff „Taxlerknick“ sowohl die hastige Bewegung, mit der Wiener Taxifahrer und andere Ö3-Stammhörer nach den „15-Uhr“-Radionachrichten den Sender reflexartig für eine Stunde abgedreht haben als auch den damit einhergehenden Einschaltquoteneinbruch.

## Geschichte
Die Musicbox lief vom 1. Oktober 1967 bis 13. Jänner 1995. Sie wurde zunächst täglich zwischen 15:03 und 16 Uhr ausgestrahlt, und zwar samstags als „Popmuseum“ bzw. gelegentlich als „LP-Museum“ und sonntags als „Popkonzert“. Ab November 1972 gab es die Musicbox täglich außer Samstag und ab März 1977 nur noch montags bis freitags. In ihren letzten Jahren wurde die Sendung zwischen 22:15 und 23:00 Uhr, zuletzt zwischen 21:05 und 22:00 ausgestrahlt.
Als anspruchsvolles Minderheitenprogramm war die Ö3-Musicbox eine Hörinsel bzw. ein Fremdkörper innerhalb des Unterhaltungssenders Ö3. Die dem Intellekt und der Gegenkultur verpflichtete Radiosendung pflegte in ihren Beiträgen die kritische Auseinandersetzung mit zeitgenössischen Ausstellungen, Büchern, Kinofilmen, Popkonzerten, Schallplatten ebenso wie mit gesellschaftlichen Diskussionen, Entwicklungen und Themen.
Die „Box“ hatte eine über das ganze Bundesgebiet verstreute eingeschworene Fangemeinde, die aus Gymnasiasten, Studenten, Künstlern, Aussteigern und jungen Angestellten bestand. Viele, die die zwischen 15:05 und 16 Uhr ausgestrahlte Sendung nicht live hören konnten, nahmen sie mittels Zeitschaltuhr eigens auf Musikkassette auf, um die werktägliche Sendung zeitversetzt anhören zu können.

„Die interessanteste Sendung war – bis zu ihrer endgültigen Einstellung bzw. Übersiedlung auf FM4 – die ‚Music-Box‘. In einem ‚Kurier‘-Interview Ende September 1968 erläuterte der Sendungsverantwortliche Hubert Gaisbauer: Die ‚Music-Box‘ sei die einzige Sendung auf Ö3 mit Literatur, die zugestandene Narrenfreiheit werde aber nur maßvoll ausgeübt: ‚Dafür können wir Platten spielen, die sonst nirgendwo untergebracht werden können, weil sie entweder zu lang oder zu extrem sind.‘ Eine Ansammlung von heute aus anderen Metiers bekannten prominenten Namen wurden als Moderatoren bzw. Discjockeys präsentiert. … Die ‚Narrenfreiheit‘ für die ‚Music-Box‘ wurde allerdings noch nicht so intensiv für die Herstellung einer Gegenöffentlichkeit genutzt wie in den 1970er- und 1980er-Jahren, wo sie das einzige Bindeglied des ORF zu subkulturellen und jugendpolitischen Themen darstellte. Der Umschaltreflex, der pünktlich um 15 Uhr – also mit Beginn der ‚Box‘ – die meisten österreichischen Büros auf Ö Regional wechseln ließ, war 1968 noch nicht zu beobachten.“

Die Ö3-Musicbox war ein Kernstück der Jugendabteilung. Die Sendung wurde in den Programmvorschauen während Anfangsjahren speziell als „Sendung der Jugendredaktion des Österreichischen Rundfunks“ ausgewiesen. Die Redaktion der „Box“ war der ORF-Führung oft unbequem. Daher hatte der sendungsverantwortliche Hauptabteilungsleiter Hubert Gaisbauer wegen angeblicher „Linkslastigkeit“ immer wieder Schwierigkeiten mit dem ORF-Generalintendanten Gerd Bacher: „Es gab sogar manches Mal Versuche seitens – jetzt hätte ich beinahe gesagt, der Obrigkeit – seitens der Verantwortlichen, in unsere Gruppe gewissermaßen auch Leute hinein zu transplantieren, wo man gesagt hat, die gibt’s auch, das sind auch junge Menschen, und nicht nur die, die das bevorzugen, was ihr da propagiert’s. Aber die haben sich eigentlich nicht gehalten, so dass man sagen kann, wer längere Zeit es bei uns ausgehalten hat, oder wir mit ihm, der war schon eines Sinnes mit uns.“ Die angebliche „Linkslastigkeit“ hat im Frühjahr 2008 auch Wolfgang Kos thematisiert: „In der Ö3-Jugendredaktion waren übrigens keineswegs „Linke“ am Ruder (auch wenn es Gerd Bacher Spaß machte, uns so zu nennen), sondern brave Weltverbesserer mit katholischem Hintergrund. Der „linke“ Katholizismus war, das wird oft vergessen, einer der wichtigsten systemkritischen Treibsätze.“
Ständige Mitarbeiter der Musicbox-Redaktion waren unter anderem Hermi Amberger, Nora Aschacher, Stefan Biedermann (DJ DSL), Martin Blumenau, Günter Brödl, Werner Geier, Michael Geringer, Walter Gröbchen, André Heller, Alfred Hütter, Alfred Koch, Alfred Komarek, Wolfgang Kos, Thomas Mießgang, Fritz Ostermayer, Rainer Rosenberg, Michael Schrott und Katharina Weingartner. Darüber hinaus haben im Lauf der rund 27-jährigen Sendungsgeschichte zahlreiche gelegentliche Mitarbeiter teils einzelne Beiträge, teils ganze Sendungen gestaltet.
Ergänzend zur Musicbox gab es in den 1970er-Jahren auch noch die knapp halbstündige Abendsendung Minibox (später ZickZack), die als „Jugendsendung für berufstätige Jugendliche“ konzipiert war und sich unter anderem den Themen Arbeitswelt, „erste Liebe“ und der sexuellen Aufklärung gewidmet hat.
In den Wintermonaten der 1970er-Jahre, wenn die „Box“ wegen der Übertragung von Schi- und anderen Sportveranstaltungen verspätet begann bzw. komplett ausfiel, spürten die Hörer der Musicbox deutlich, dass sie nur eine geduldete Minderheit, Stiefkinder des Massensenders Ö3 waren.
Im Lauf der Jahre wanderten sehr viele „Box“-Mitarbeiter der ersten, zweiten und dritten Generation zum „Kultursender“ Ö1 ab. Der Großteil der dritten, vierten bzw. fünften Generation der Musicbox-Mitarbeiter wechselte mit dem Start des Jugendsenders FM4 zu diesem.

### Die 1960er-Jahre
Die erste Ausgabe im Oktober 1967 wurde von Frank Elstner moderiert, der vom damaligen ORF-Generalintendanten Gerd Bacher von Radio Luxemburg gleichsam als Hörfunk-„Entwicklungshelfer“ nach Wien geholt wurde, wo er unter dem Pseudonym „Franc“ in Erscheinung trat. Der Musicbox-Star der frühen Jahre war aber André Heller, der für gute Neuerscheinungen Orangen und für schlechte Zitronen vergab. Heller interviewte für die Musicbox Popgrößen wie Andy Warhol, Frank Zappa, John Lennon und Yoko Ono.

### Die 1970er Jahre
Besonderer Beliebtheit erfreute sich unter anderem die wöchentlich am Donnerstag ausgestrahlte Serie „Die komplette LP“, in der ausgewählte Musikalben vollständig vorgestellt wurden: Beispielsweise Brian Enos Taking Tiger Mountain (By Strategy) (1974) oder Pink Floyds Wish You Were Here (1975). Charakteristisch waren ab den 1970er-Jahren Schwerpunktsendungen und -serien über Bob Dylan, The Kinks, The Rolling Stones und wichtige musikalische Außenseiter. Dank dieser Porträts waren in Österreich erstmals Aufnahmen von Geheimtipps wie John Cale, Kevin Coyne, Nick Drake, Shel Silverstein und Loudon Wainwright III zu hören. Aber auch Alben von österreichischen Bands, wie Bilgeri & Köhlmeiers Owie lacht (1973), Schönherzs/Rigonis Viktor (1975), Franz Moraks Debütalbum (1980) und Sigi Marons 5 vor 12 (1981) fanden durch die „Box“ breitenwirksame Aufmerksamkeit. Mit Bob Marley und seiner Reggaemusik fand ein ganzer Musikstil in Österreich eine erste Bühne. Ebenso wurde der von der Redaktion als „Blödler Otto“ vorgestellte Otto Waalkes durch die Sendung bekannt. Ein weiterer langjähriger Schwerpunkt der Musicbox war der Blues. Ausgehend vom Wiener Bluesclub gestalteten Hans Maitner und Dietmar Brunnbauer zwischen 1974 und 1979 regelmäßig Sendungen zu aktuellen und historischen Strömungen dieser Musikrichtung: Höhepunkte dieser Bluesschiene waren die Ausstrahlungen von Liveaufnahmen amerikanischer Künstler in Österreich (legendär: J.B. Hutto mit den Houserockers live in Hernals 1976). Die besondere Wirkung der Musicbox konnte man auch daran erkennen, dass man, als Folge der Radioporträts und der damit verbundenen Nachfrage, anschließend auch in Österreich jene Alben und Bücher in den Buchhandlungen und Plattengeschäften erhalten konnte, die man zuvor erst mühsam in Deutschland, England bzw. USA besorgen musste.

### Die 1980er-Jahre
1980 übernahm Wolfgang Kos, der von Anfang an am Aufbau der Musicbox prägend beteiligt war, die Leitung der Sendung. In den 1980er-Jahren gab es immer wieder tägliche Kleinserien, etwa die „Hörausstellung“ „Miniaturen“, in denen ausgewählte Künstler eine Radiominute gestalten konnten (53 Einminutenstücke von Musikern, Bildenden Künstlern, Autoren, Komponisten). Eine andere Serie konzentrierte sich etwa auf die Wiedergabe von ausgewählten Popsongs, die maximal eine Minute dauerten. Gemeinsam mit der Musik wurde auch die Literatur gepflegt: Neben jungen, unbekannten Autoren hat die Musicbox literarische Geheimtipps und Außenseiter, etwa den deutschen Schriftsteller Rolf Dieter Brinkmann, den Tiroler Geheimtipp Helmuth Schönauer, aber auch den frisch gekürten Literaturnobelpreisträger Elias Canetti in eigenen Sendungen vorgestellt. Michael Köhlmeier präsentierte seinen Romanerstling Der Peverl Toni und seine abenteuerliche Reise durch meinen Kopf selbst kapitelweise in der „Box“. Anlässlich des 200. Jubiläums von Goethes Italienischer Reise folgte der langjährige „Box“-Redakteur Michael Schrott in einer Serie akustisch den Spuren des Weimarer Geheimrates. 
Der Sendungsbogen war stets weit gespannt: So war auch E. T. A. Hoffmanns moderner Roman Lebensansichten des Katers Murr Inhalt einer Musicbox. Die ausgewählten Passagen des Romans wurden vom damaligen Burgtheater-Rebellen und Austropopstar Franz Morak – dem späteren Staatssekretär für Kunst und Medien – vorgetragen. Literarische Texte wurden stets, Zitate meist von professionellen Radiosprechern und Schauspielern (Fritz Grieb, Peter Gruber, Franz Katzinger) gesprochen, während die redaktionellen Beiträge meist von den Redakteuren selbst gelesen wurden.

### Die 1990er-Jahre
Durch die 1993 im Zug der Ö3-Reform erfolgte Verlegung des traditionellen Nachmittagsendetermins in den späten Abend verlor die „Box“ viele Stammhörer. Aufgrund der schwindenden Hörerzahlen war das seit jeher umstrittene Minderheitenangebot Musicbox von der Einstellung bedroht, was aber durch Proteste und Unterschriftenlisten engagierter „Box“-Mitarbeiter und -hörer so lange verhindert werden konnte, bis das endgültige Aus durch die Umstellung von Ö3 auf Formatradioflächen und die Erweiterung der ORF-Senderkette um den „Alternative Mainstream“/Jugendkultursender FM4 nicht mehr zu vermeiden war. Die letzte Musicbox ging am 13. Jänner 1995 über den Äther.

## Das „Erbe“ der Musicbox
Ältere Hörer, die mit der „Box“ in den 1970er-Jahren aufgewachsen sind, stufen vor allem die mit Wolfgang Kos und Michael Schrott verbundenen Ö1-Sendungen (Diagonal – Radio für Zeitgenossen, Spielräume, Spielräume spezial) als Fortsetzung der Musicbox ein. Dagegen sieht die jüngere Hörergeneration, die erst die spätere Musicbox erlebt hat, in FM4 den Nachfolger anspruchsvoller Ö3-Sendungen (Musicbox, Popmuseum, Radiothek, Nachtexpress u. a.).

## Musicbox-„Signations“
Die Musicbox hatte in den 1970er-Jahren eine unverkennbare „Signation“ (Kennmelodie): Sie bestand aus den ersten 7 Sekunden von James Browns Choo-Choo (Locomotion) gefolgt von Ten Years Afters Speed Kills (aus der LP Stonedhenge), das vom Geräusch einer Lokomotive geprägt wird, das von einem Stereokanal in den anderen wechselte, worauf das Ganze lautstark durch einen Lokomotivenpfiff bzw. ein Lokomotivsignal beendet wurde. Das Stück Skoobly-oobly-doobob, ebenfalls aus der LP Stonedhenge von Ten Years After, bildete die Zusatz-Kennmelodie für die „Musicbox“-Reihe „Die komplette LP“. Ebenso einprägsam war die seit Mitte der 1980er-Jahre verwendete Kennmelodie, die aus einem von Holger Hiller bearbeiteten Ausschnitt des Songs „Yü-Gung“ der Einstürzenden Neubauten bestand.

## Trivia
In Peter Patzaks Film „Die Weltmaschine“ (1981) laufen im Hintergrund gelegentlich ORF-Radio- und Fernseh-Sendungen, wobei über den Film verteilt zwei, drei Mal das 15-Uhr-Nachrichten-Ende und der charakteristische Beginn der Musicbox zu hören ist, die an ihrer markanten Signation zu erkennen ist.

## Fünf Zitate zurMusicbox
- Al Cook (Blues-Legende): „die musicbox war seinerzeit, als sie 1967 gegründet wurde eine große hoffnung für die aufstrebende österreichische musikkultur. nach den langen jahren des dahinlabernden kommerzradios wurde mit dem sender ö3 eine institution geschaffen, die es auch vertretern der nichtkommerziellen muse erlaubte, sich über ein massenmedium zu artikulieren und zu den hörern zu sprechen. natürlich kam es auch vor, daß sich allerhand dilettantengelichter und verrückte zwischen durchaus interessanten und hörenswerten beiträgen preßten. aber das bringt eben freie medienpolitik so mit sich. mit der zeit scheidet sich spreu vom weizen sowieso, aber man muß die ernte erst einmal einbringen. mit all dieser ‚progressiven popmusik‘, wie es damals hieß, wurde auch der blues populär und salonfähig gemacht.....und ich war damals der mann der ersten stunde, dann kam der legendäre Hans Maitner mit seiner kultsendereihe ‚living blues‘ dazu und mitte der 70er genoß der blues ein ansehen, das er nie mehr wieder haben wird, solange man ihn in den massenmedien verleugnet und ihm die quotenhürde vor die füße stellt. mit bogdan roscic endete die ära, die sich wie ein prager frühling anfühlte. was aus ö3 geworden ist, kennen wir....ein vorprogrammiertes, quotengeiles (s)hitradio. good night vienna.“[13]
- Walter Gröbchen (Musicbox-Redakteur): „Wenn um 15 Uhr, präziser: fünf Minuten nach 15 Uhr, die Signation der ‚Musicbox‘ ertönte, schaltete halb Österreich auf die Regionalwellen um. Die andere Hälfte aber lauschte entweder gebannt oder irritiert dem Wort- und Musikschwall, der da folgte. Namen wie Kos, Schrott, Hütter, Koch, Brödl, Geier, Forcher, Blumenau, Hiess, Distl/Dee sind ebenso fixe Begriffe in der Sozialisierungs-Historie einer Generation wie ‚Die komplette LP‘. Die ‚Musicbox‘, wie sein Pendant ‚ZickZack‘ verantwortet von der ORF-Abteilung ‚Jugend, Gesellschaft, Familie‘ (existiert soetwas heute noch?), machte es sich zur Aufgabe, Pop abseits des Ö3-Mainstream gleichzeitig zu transportieren und zu reflektieren.“[14]
- Michael Schrott (Musicbox-Redakteur): „Die Musicbox war einfach das Programm, das das gemacht hat, was die anderen nicht machen. Das heißt, in der Musicbox lief die Musik, die im übrigen Ö3 nicht gelaufen ist, und es liefen die Berichte, die im übrigen Radio nicht zu hören waren. Solche Sendungen gibt es heute nicht mehr. Inzwischen decken die verschiedenen Redaktionen wirklich sehr viele Bereiche ab, man könnte heute nicht mehr eine Sendung machen, die sagt, wir machen das was alle anderen nicht machen, damit könnte man diese Sendung nicht mehr füllen.“[15]
- Anton Tantner: „Daß das in der Schule gelehrte Wissen für das Leben fast nutzlos ist, braucht nicht extra erwähnt zu werden. Daß es auch für das Überleben an der Uni kaum verwertbar ist, fällt spätestens in der Schlange beim Immatrikulationsschalter auf. Woher kommt also jenes nützliche Wissen, dem es zu verdanken ist, daß Interessen und Fragestellungen schon am Beginn des Studiums vorhanden sind und nicht erst qualvoll bei der Wahl des Diplomarbeitsthemas erfunden werden müssen? Eine jener verdienstvollen Einrichtungen war während der Oberstufe (und ist tw. noch heute) die Music-Box, die damals jeden Nachmittag ab 15.05 Uhr geballte Ladungen an hochwertiger Information ins Schülerhirn knallte. Da wurden Splatter-Movies vorgestellt, wurde von Baustellenbesetzungen und Laibach-Konzerten berichtet, lernte man Namen wie Billy Bragg oder Siouxsie and the Banshees buchstabieren; man begleitete Michael Schrott auf seiner Italienreise und hörte Beiträge über Jim Thompson, Antonin Artaud und Radio Alice. Den Basiswiderspruch Punk vs. Hippies bekam man auch mit. Unvergesslich die Sendung über den während der NS-Herrschaft angelegten und von der Republik mit Freude übernommenen Truppenübungsplatz Allentsteig - den größten Mitteleuropas - und dessen ehemalige Bewohner. Die alljährlichen Familienfeiern zu Weihnachten erhielten eine neue Qualität, als man erfuhr, daß es sich bei „O Tannenbaum“ in Wirklichkeit um ein englisches Arbeiterlied handelt, wo zur selben Melodie statt „wie grün sind doch deine Blätter“ „we'll keep the red flag flying here“ gesungen wird. Und schließlich lernte man auch, daß es Anfang der 70er Jahre eine echte Neuerung war, Gitarren-Soli stoisch ruhig anstelle mit weltschmerzverzerrtem Gesicht zu spielen. Kurz, es waren die ersten grundlegenden Lektionen in Geschichte, die man an jenen Nachmittagen besuchte, ganz privat, während des Schreibens der Hausübungen.“[16]
- Andreas Ungerböck: „Als ich den Namen Werner Kofler zum ersten Mal hörte, war das passender Weise im Radio. Ich lag oder saß, wie so oft, vor dem elterlichen Radio und hörte die 'subversive' Ö3-Sendung Musicbox. Es mag 1975 gewesen sein, und es könnte die Stimme des nachmaligen Museumsdirektors (Ö3-Moderatoren werden gerne Museums- oder Zirkusdirektoren) Wolfgang Kos gewesen sein, die mir diesen Namen ins Ohr schnurrte, samt einem Ausschnitt aus einem Buch, das minuziös eine Kindheit und Jugend in Kärnten aufarbeitete, und das Guggile hieß.“[17]